# Арпаш, Ян
Ян А́рпаш (словац. Ján Arpáš; 7 ноября 1917, Пресбург — 16 апреля 1976) — чехословацкий футболист, нападающий.

## Карьера

### Клубная карьера
Ян Арпаш начал карьеру в 1939 году в клубе «Слован» из Братиславы, клуб в тот период носил названия «СК Братислава» и «Сокол». В 1940—1944 годах четыре раза становился чемпионом Словакии и трижды — лучшим бомбардиром. Всего в чемпионатах независимой Словакии забил 111 (по другим данным 109) голов и был лучшим бомбардиром за всю историю турнира, пока уже в новейшей истории его рекорд не побил Роберт Семеник. С учётом чемпионатов Чехословакии играл за «Слован» семь сезонов, в которых провёл 166 матчей и забил 151 мяч (по другим данным 146 голов с учётом 7 мячей в 1950—1952).
В 1947 году он должен был перейти, вместе с игроком «Славии» Станиславом Кокоуреком в туринский «Ювентус», искавший замену Юлиусу Коростелеву и Честмиру Вычпалеку, но сделка с Кокоуреком сорвалась, и Арпаш перешёл в «Юве» в одиночестве.
Когда Арпаш стал игроком «Старой синьоры» и приехал в Турин, выяснилось, что футболист был старше своего возраста как минимум на пять лет, хотя в паспорте игрока стоял 1918 год рождения. 14 сентября 1947 года Арпаш дебютировал в «Ювентусе» и в первом же матче с клубом «Алессандрия» забил 2 гола, который принесла победу его клубу 3:1. Но затем Арпаш перестал забивать, а потом и вовсе выпал из состава, его с успехом заменил Пьетро Маньи, из-за этих неудач Арпаш замкнулся в себе, общаясь с другими игроками клуба и руководством команды только на матчах. В апреле 1948 года главный тренер «Ювентуса» Ренато Чезарини заметил отсутствие Арпаша на тренировке, кто-то из игроков пошутил, что тот ещё валяется в постели. Чезарини проверил, но в номере его не было. Через некоторое время в «Ювентус» пришла каблограмма из Братиславы, в которой игрок сообщил, что его здоровью ничего не угрожает, он с семьёй, и попросил отпустить его из «Юве».
Вернувшись в Братиславу, футболист ещё три сезона играл за «Слован». В 1950 и 1951 годах становился чемпионом Чехословакии.

### Карьера в сборной
В 1939—1944 годах сыграл 12 матчей и забил 4 гола за сборную Словакия. Дебютный матч сыграл 27 августа 1939 года против Германии (2:0), этот матч был первым в истории сборной Словакии. Арпаш забил в этом матче первый гол, открыв счёт на 19-й минуте. Сделал хет-трик в своём последнем матче за сборную, 9 апреля 1944 года против Хорватии, в котором словаки проиграли 3:7.
Арпаш считался звездой чехословацкого футбола, однако в сборную единой Чехословакии не призывался из-за «нелюбви» чехов к словакам после Второй мировой войны.

## Достижения
- Чемпион Словакии: 1939/40, 1940/41, 1941/42, 1943/44
- Чемпион Чехословакии: 1950, 1951
- Лучший бомбардир чемпионата Словакии: 1940/41 (19 голов), 1941/42 (19 голов), 1943/44 (28 голов)